# Sigismund Peller
Sigismund Peller (geboren 16. Dezember 1890 in Tarnopil, Österreich-Ungarn; gestorben 12. Juli 1985 in San Diego) war ein austroamerikanischer Sozialmediziner. 

## Leben
Sigismund Peller war ein Sohn des Kaufmanns Meshulam Peller und der Esther Grossmann, er hatte einen Bruder, der ebenfalls Arzt wurde. Er studierte 1908/09 Rechtswissenschaften und ab 1909 Medizin an der Universität Wien und wurde 1914 promoviert. Während seiner Studentenzeit war Peller in der zionistischen Bewegung aktiv. Er studierte beim Sozialmediziner und Sozialhygieniker Ludwig Teleky und begann sich mit statistischen Methoden und deren Anwendung im Bereich der Sozialmedizin und später auch in der Krebsforschung auseinanderzusetzen. 1914 erschien von ihm in der Zeitschrift „Wiener Arbeiten aus dem Gebiet der sozialen Medizin“ eine Untersuchung über die Auswirkungen der sozialen Verhältnisse von Müttern auf die körperliche Entwicklung ihrer Neugeborenen und 1917 eine Untersuchung in der Zeitschrift „Statistische Monatsschrift“ über die Morbidität im Wiener Drechslergewerbe. Unmittelbar nach dem Krieg veröffentlichte er eine Untersuchung zum Geburtenrückgang während des Krieges. 
1914 bis 1916 war er im Flüchtlingslager Bruck an der Leitha als Arzt tätig und danach bis 1917 im Allgemeinen Krankenhaus in Wien. 1917 wurde er als Militärarzt eingezogen. 1918 bis 1923 arbeitete Peller als Arzt am Allgemeinen Krankenhaus in Wien und forschte nebenher an der Universität Wien. Aufgrund seiner politischen Aktivität in der Sozialistischen Partei wurde ihm die universitäre Karriere verwehrt, sein 1921 eingereichtes Habilitationsansuchen wurde verschleppt und 1931 endgültig abgelehnt. 
1925 veröffentlichte die Arbeiterkammer Wien eine von Benedikt Kautsky geleitete Studie, in der Peller die aktuellen Ernährungsverhältnisse der Wiener Arbeiterschaft mit jener aus der Zeit vor dem Ersten Weltkrieg verglich.  
Von 1926 bis 1929 war Peller in Palästina als Gesundheitsorganisator. Danach kehrte er nach Wien zurück und war hier bis 1933 als Direktor und Arzt des Wiener Städtischen Gesundheitsamtes tätig.  
Peller setzte sich für die Abschaffung des § 144 und die Entkriminalisierung des Schwangerschaftsabbruchs ein und war Referent beim Kongress der Weltliga für Sexualreform in Wien im Juli 1930. 1933 heiratete Peller die Montessori-Lehrerin und Psychoanalytikerin Lili Esther Roubiczek (1898–1966).
Nach dem Bürgerkrieg im Februar 1934 emigrierte Peller, um einer drohenden Verhaftung zu entgehen, nach Palästina. Er betrieb eine Orangenplantage, praktizierte als Arzt und lehrte medizinische Statistik und Demografie an der Hebräischen Universität in Jerusalem. 1936/37 hielt er sich als Gastdozent an der School of Hygiene and Public Health der Johns Hopkins University in Baltimore auf. 1938 emigrierte das Ehepaar  Peller endgültig in die USA, deren Staatsbürger er 1943 wurde. Er arbeitete bis 1940 als Fellow für Human Biology an der Johns Hopkins University und danach als Research Associate an der Graduate School der New York University und als Lektor für Cancer Epidemiology am Columbia University Hygiene Institute. Von 1945 bis zu seinem Ruhestand 1968 arbeitete Peller in seiner Privatpraxis in New York. 

## Schriften (Auswahl)
- Rückgang der Geburtsmasse als Folge der Kriegsernährung. In: Wiener klinische Wochenschrift. (32/29) 1919
- Die Ernährungsverhältnisse der Wiener Arbeiterbevölkerung (Jahre 1912–1914). In: Archiv für Soziale Hygiene und Demographie, Bd. 13, H. 1, S. 97–130
- Die Tuberkulosemortalität in Wien vor und nach dem Kriege. In: Wiener klinische Wochenschrift. (33/41) 1920
- Zur Kenntnis der städtischen Mortalität im 18. Jahrhundert mit besonderer Berücksichtigung der Säuglings- und Tuberkulosesterblichkeit. In: Zeitschrift für Hygiene und Infektionskrankheiten. (90) [1920]. S. 227–262.
- Statistik der Lebenshaltungskosten und Ernährung von 42 Wiener Arbeiterfamilien im Jahre 1925. In: Statistische Veröffentlichungen der Wiener Kammer für Arbeiter und Angestellte. 1928
- Fehlgeburt und Bevölkerungsfrage (eine medizinisch-statistisch und sozial-biologische Studie). Stuttgart : Hippokrates-Verlag, 1930
- Der Geburtstod (Mutter und Kind). Leipzig : Deuticke, 1936
- Further studies on the role of irritation in cancer. Baltimore, Md.: Johns Hopkins University Press 1937 (= Human biology. 9.), S. 57–64.
- Lung cancer among mine workers in Joachimsthal. Baltimore, Md.: Johns Hopkins University Press 1939 (= Human biology. 11.), S. 130–143.
- Mortality, past and future. London : Cambridge Univ. Press, 1948
- Cancer in man. New York, N.Y.: International Universities Press, 1952
- Cancer in childhood and youth. Bristol: Wright 1960
- Quantitative research in human biology and medicine. Bristol: Wright 1967
- Cancer research since 1900. An evaluation. New York, N.Y.: Philosophical Library 1979
- Not in my time. The story of a doctor. New York, N.Y.: Philosophical Library 1979